# Nancy Stafford
Nancy Elizabeth Stafford (Wilton Manors, 5 juni 1954) is een Amerikaanse actrice, filmproducente en scenarioschrijfster.

## Biografie
Stafford doorliep de high school aan de Fort Lauderdale High School in Fort Lauderdale waar zij in 1972 haar diploma haalde. Hierna studeerde zij af in journalistiek aan de Universiteit van Florida in Gainesville (Florida). In 1976 werd zij gekozen als Miss Florida en in 1977 nam zij deel aan de Miss America verkiezing. Hierna werd zij een van de top modellen van Ford Model Agency in New York. Haar modelcarrière stopte abrupt toen zij op vierentwintigjarige leeftijd huidkanker kreeg. Zij overwon deze ziekte en besloot toen om actrice te worden. Zij begon in 1977 met acteren, zij is vooral bekend van haar rol als Michelle Thomas in de televisieserie Matlock waar zij in 109 afleveringen speelde.
Stafford is in 1989 getrouwd en heeft hieruit een kind.

## Filmografie

### Films
- 2022 Paul's Promise - als Judy
- 2022 The Mulligan - als dr. Allan
- 2022 The Line - als Ambrose
- 2020 Love by Drowning - als Stacy Martin
- 2020 First Lady - als Kathryn Morales
- 2019 Faith, Hope & Love - als Mary Sue
- 2017 Nazareth - als Olivia Taylor
- 2017 A Mermaid's Tale - als Thaleia
- 2017 Heaven Bound - als Josie
- 2016 I'm Not Ashamed - als mrs. Talbot
- 2016 Heritage Falls - als Laura Fitzpatrick
- 2013 Christmas for a Dollar – als mrs. Rathbone
- 2013 Assumed Killer – als dr. Weston
- 2013 Season of Miracles – als verpleegster Barbara
- 2013 Superheroes Don't Need Capes – als Jenny
- 2012 Christmas Oranges – als mrs. Hartley
- 2012 Race to the Finish – als Julie
- 1911 Christmas with a Capital C – als Kristen Reed
- 2007 The Wager – als Annie Steele
- 2002 Destiny – als raadgeefster
- 1995 Deadly Invasion: The Killer Bee Nightmare – als Karen Ingram
- 1993 Moment of Truth: A Child Too Many – als Sharon Davis
- 1987 U.S. Marshals: Waco & Rhinehart – als Joyce
- 1986 D.C. Cops – als Molly St. Clair
- 1983 Lone Star – als Amanda Talbot
- 1982 Q – als getuige

### Televisieseries
Uitgezonderd eenmalige gastrollen.
- 2017-2018 Scandal - als BNC omroepster - 8 afl.
- 2003 Judging Amy – als rechter Bell – 2 afl.
- 1986-1992 Matlock – als Michelle Thomas – 109 afl.
- 1986-1987 Sidekicks – als Patricia Blake – 23 afl.
- 1983-1986 St. Elsewhere – als Joan Halloran – 30 afl.

### Filmproducente/Scenarioschrijfster
- 2014 Heaven Help Us - korte film
- 2013 Superheroes Don't Need Capes – film
- 2012 Race to the Finish – film

- Library of Congress Control Number: n2001107614
- SNAC: w6qr7sbk
- Virtual International Authority File: 60895581
- WorldCat: E39PBJktjXBg3cc8mVG3p3JVYP